# Ford B-Max
El Ford B-Max es un monovolumen del segmento B que el fabricante estadounidense de automóviles Ford puso a la venta a mediados de 2012 y dejó de fabricar a fines de 2017. Reemplazó al Fusion, que era la versión familiar del Fiesta V. Tuvo entre sus rivales al Citroën C3 Picasso, el Fiat 500L, el Hyundai ix20, el Kia Venga, el Opel Meriva, el Renault Modus y el Skoda Roomster. El nombre B-Max hace referencia a que pertenece al segmento B, tal como ocurre con su hermano mayor, el Ford C-Max, que es del segmento C.
El B-Max tiene motor delantero transversal, tracción delantera, carrocería de cinco puertas y la plataforma del Fiesta VI y el Ford EcoSport II. Las puertas laterales traseras del B-Max son deslizantes y se abren independientemente de las delanteras. El modelo carece de pilar B, para facilitar el acceso al habitáculo.
Se presentó como prototipo en el Salón del Automóvil de Ginebra de 2011. La versión de producción se mostró por primera vez en el Congreso Mundial de Telefonía Móvil, y no en un salón como se suele hacer. Esto se debe a que el B-Max es el primer modelo europeo de Ford que cuenta con Ford Sync, un sistema informático que ofrece servicios móviles como un llamado al servicio de emergencia automático en caso de accidente.
El B-Max se ofrecía con cuatro motorizaciones de gasolina: un cuatro cilindros atmosférico de 1,4 litros y 90 CV, un cuatro cilindros atmosférico de 1,6 litros y 105 CV, y un tres cilindros turboalimentado con inyección directa de 1,0 litros disponible en variantes de 100, 120 y 140 CV. Por su parte, los Diesel eran un 1,5 litros de 75 CV, y un 1,6 litros y 95 CV, ambos de cuatro cilindros en línea con turboalimentador e inyección directa.

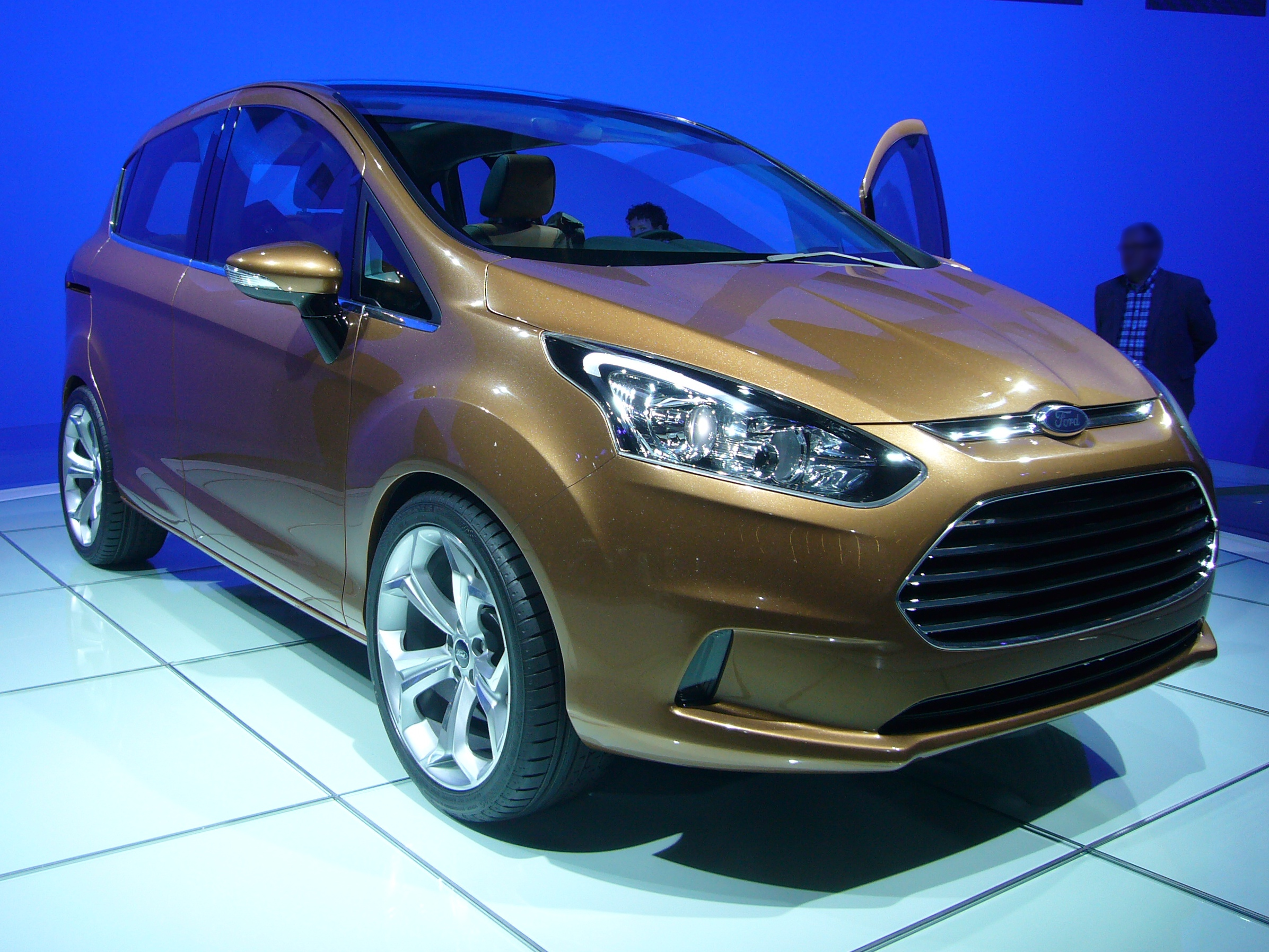
Ford B-MAX Concept
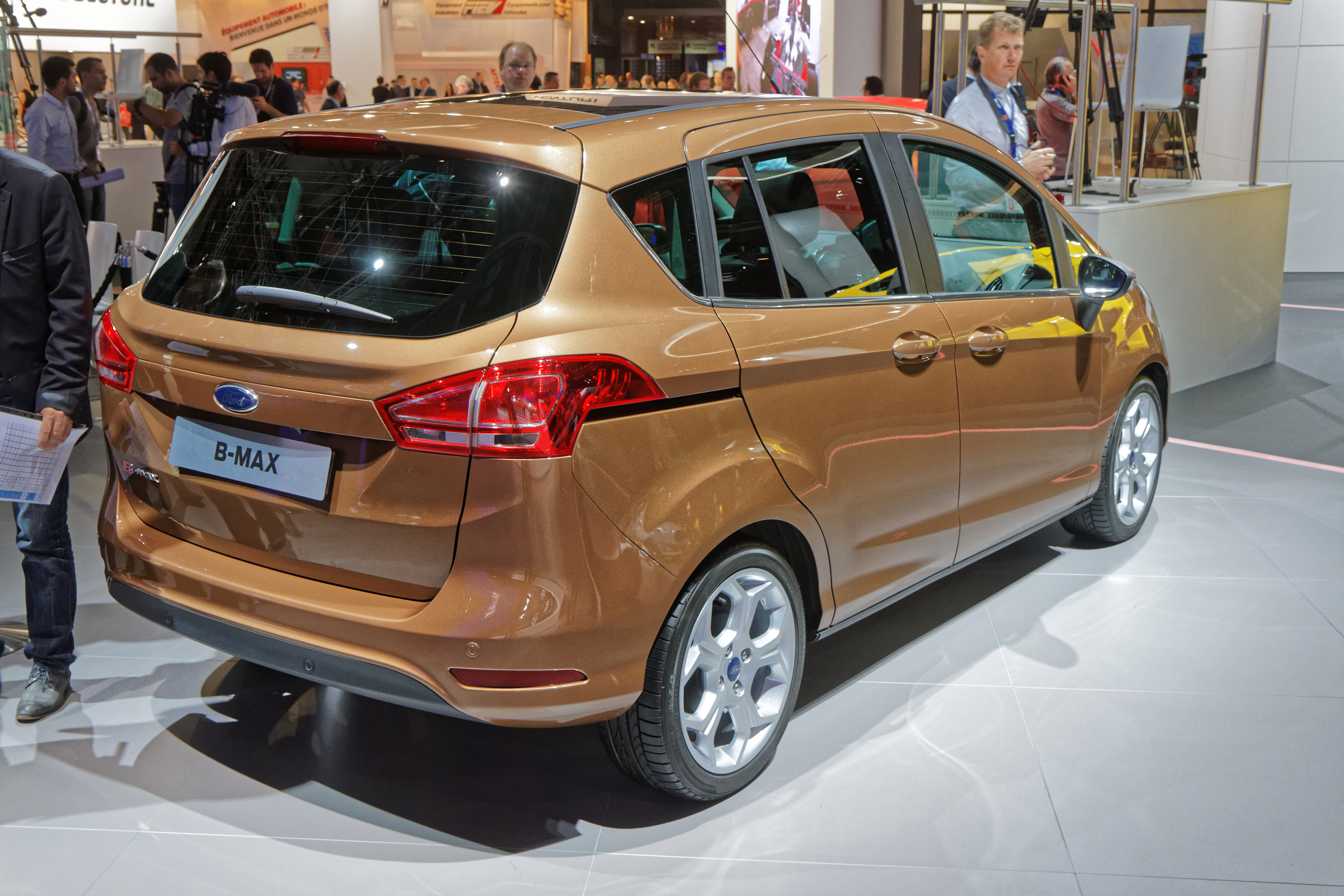
Vista posterior
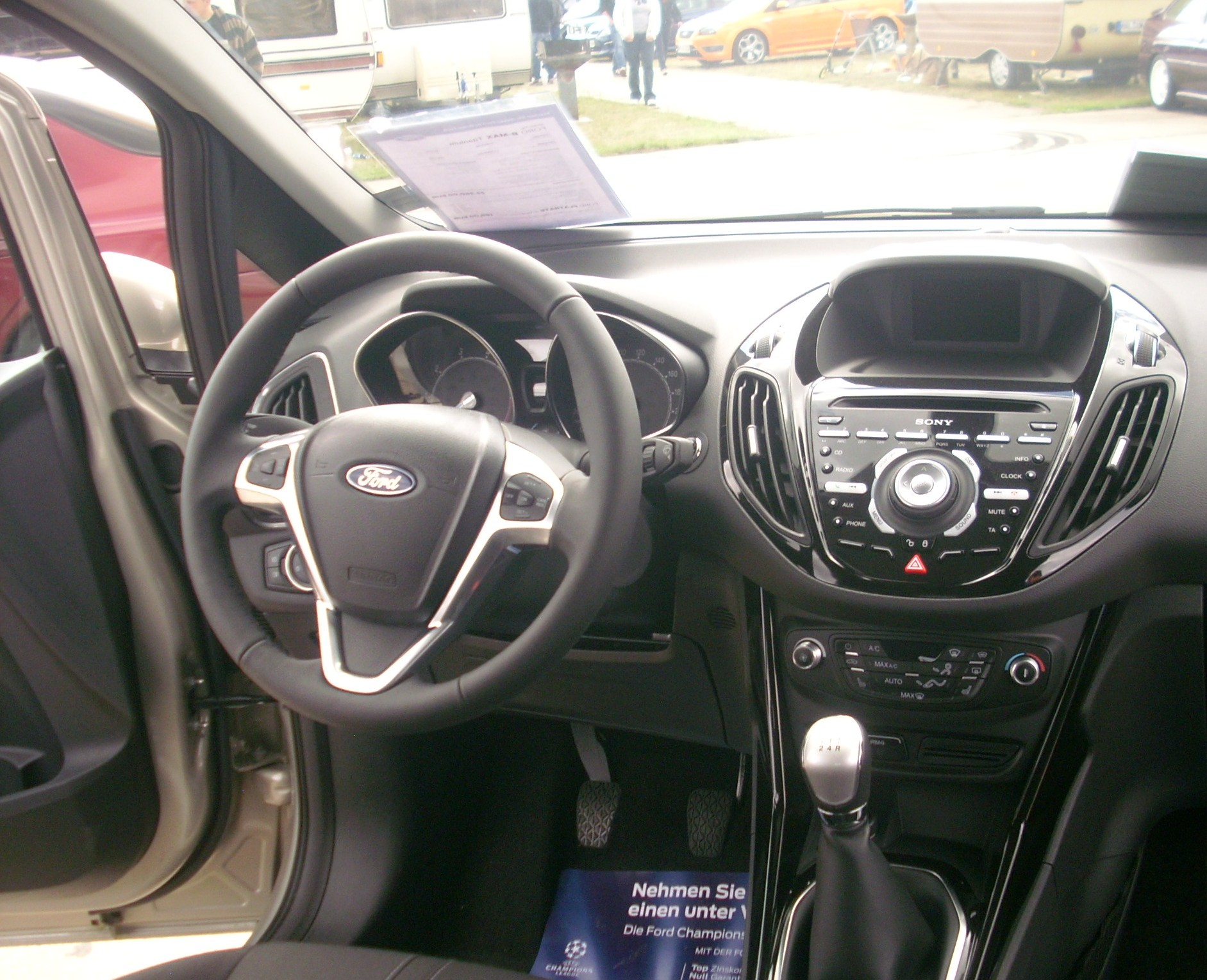
Interior